# Lubianki Wyższe
Lubianki Wyższe lub Łubianki Wyższe (ukr. Вищі Луб'янки, Wyszczi Łubjanky) – wieś na Ukrainie, w obwodzie tarnopolskim, w rejonie tarnopolskim. W 2001 liczyła 1012 mieszkańców.
Wieś została założona w 1564. W II Rzeczypospolitej była siedzibą gminy wiejskiej Łubianki Wyższe w powiecie zbaraskim, w województwie tarnopolskim. 
We wsi znajduje się kozacka mogiła – wysoki kopiec z krzyżem z 1649. Pochowano w niej Kozaków poległych w czasie walk z obrońcami Zbaraża.
W miejscowości w 1918 urodził się Ignacy Tokarczuk – biskup przemyski 1965-1992, następnie arcybiskup przemyski 1992-1993.
W latach 1943–1944 nacjonaliści ukraińscy z OUN-UPA zamordowali tutaj 30 Polaków.
Do 2020 w rejonie zbaraskim.